# 梅奇尼科夫角
64°3′S 62°34′W / 64.050°S 62.567°W
梅奇尼科夫角（英語：Metchnikoff Point）是南極洲的海岬，位於帕默群島的布拉班特島北部，處於巴斯德半島西端，由讓-巴蒂斯特·夏古率領的法國探險隊繪入地圖和命名。